# Jonasson
Jonasson ist ein schwedischer Familienname.

## Herkunft und Bedeutung
Der Name ist patronymisch gebildet und hat die Bedeutung „Sohn des Jonas“.

## Namensträger
- Andrea Jonasson (* 1942), deutsche Schauspielerin
- Bengt Jonasson, schwedischer Poolbillardspieler
- Emanuel Jonasson (1886–1956), schwedischer Musiker und Komponist
- Jonas Jonasson (* 1961), schwedischer Journalist und Autor
- Niclas Jonasson (* 1976), schwedischer Orientierungsläufer
- Ragnar Jónasson (* 1976), isländischer Schriftsteller und Jurist
- Rasmus Jonasson (* 1989), schwedischer Tennisspieler
- Sven Jonasson (1909–1984), schwedischer Fußballspieler und -trainer